# منتخب برمودا للكريكت
منتخب برمودا الوطني للكريكت (بالإنجليزية: Bermuda national cricket team)‏ هو ممثل برمودا الرسمي في المنافسات الدولية في الكريكت .